# Viktoriastift
Das  Viktoriastift in Finkenbach-Gersweiler ist ein großes Landgut des Donnersbergkreises in Rheinland-Pfalz. Es befindet sich am nördlichen Ortsausgang in Richtung Schiersfeld an der Moschel, am Fuße des Hahnscheides. Das ehemals prächtige Hofgut des Finkenbacher Kaufmannes Heinrich Lieser und spätere Kindererholungsheim, NSV-Müttergenesungsheim, Landesumschulungshof sowie Altenheim und Siechenhaus, lässt heute seinen früheren Glanz nur noch erahnen.

## Beschreibung
Die schlossartige, großzügige Dreiflügelanlage, wurde in den Jahren 1919 bis 1922 nach den Plänen des Ludwigshafener Architekten August Greifzu für den gebürtigen Finkenbach-Gersweilerer Kaufmann Heinrich Lieser im neubarocken Stil erbaut. Das Bauwerk besteht aus zwei landwirtschaftlichen Zweckbauten, links eine große Scheune mit bergseits befahrbaren Hochtennen, rechts ein großes Verwaltungsgebäude mit ausgedehnten Stallungen und Schlachthaus, sowie das höhergelegene, alles überragende Herrenhaus. Das Herrenhaus vereinigt auf klassische Weise Stilelemente der Epoche des Historismus. Ein barock gestalteter sechseckiger Dachreiter beherrscht mit einem Drittel der Gesamthöhe das ganze Gebäude und prägt das Aussehen. Die Veranda misst mehrere hundert Quadratmeter. Eine Sandsteinbrüstung mit Blumenbecken und Vasenbekrönung zierte sie einst. 
Das Portal mit Eichenholztür, etwas in die Gebäudefront zurückversetzt und durch eine offene Vorhalle mit vier geschosshohen Halbsäulen betont und gegliedert, wird von einem schmal überstehenden Balkon optisch hervorgehoben und außerdem durch einen barock geschwungenen Giebel in der Wirkung verstärkt. Im Innern der Villa befindet sich eine doppelgeschosshohe Empfangshalle, die an Rücken und Seite eichenholzvertäfelt, mit reichen Stuckarbeiten und einer Kaminimitation aus Sandstein versehen ist. Vier neubarocke Rundsäulen fangen unter zwei Gewölben die Last des Dachgeschosses ab. Ein Blick nach oben zeigte eine Stuckdecke mit Verzierungen und Kronleuchter. Eine Holztreppe führt ins erste Geschoss. Dort gruppieren sich rund um die Halle, die einzelnen, mit hölzernen Kassettendecken und Parkettböden ausgeschmückten Räume.

## Geschichte
Heinrich Lieser, der Erbauer des Landgutes, geboren im Dezember 1891 als Sohn armer Taglöhnerleute in Finkenbach-Gersweiler brachte es als Eisenwarenhändler zu einem großen Vermögen, welches ihm ermöglichte in Finkenbach circa 120 Tagewerk Feld zu kaufen und darauf sein Hofgut zu erbauen. 1926 ging Lieser in Konkurs und das Hofgut wurde an die Kinderheilanstalten in Bad Kreuznach  verkauft. 

### Kinderheim
Das Landgut diente nunmehr als Zweiganstalt von Bad Kreuznach, in der Kinder zur Nachkur untergebracht wurden. Das Kindererholungsheim verfügte über 80 Betten. Terrassen mit Liegestühlen, Spielplätze, Parkanlagen und Waldwege dienten zur Durchführung einer Klima-Sonnenbehandlung.  Schlafräume zu fünf bis sechs Betten mit fließendem Wasser, Baderäumen und Duschanlagen mit Planschbecken, sowie Quellwasserleitungen waren vorhanden. Die Bewirtschaftung des Hofgutes mit modernen landwirtschaftlichen Maschinen und Geräten und die Tierhaltung von 50 Kühen, 100 Schweinen und einer Hühnerfarm mit etwa 500 Hühnern versorgte neben dem Erholungsheim auch das Hauptheim in  Bad Kreuznach. Während des Sommers weilten erholungsbedürftige Kinder im Alter von vier bis 14 Jahren, zum größten Teil aus dem Koblenzer Raum, für jeweils vier Wochen zur Kur. Sie verbrachten 14 Tage in Bad Kreuznach und 14 Tage in Finkenbach. 
Im September 1928 brannte das Verwaltungs- und Stallungsgebäude bei einem Großfeuer bis auf die Grundmauern nieder und wurde wieder aufgebaut. 1933 wurde das Kinderheim geschlossen.

### Müttergenesungsheim

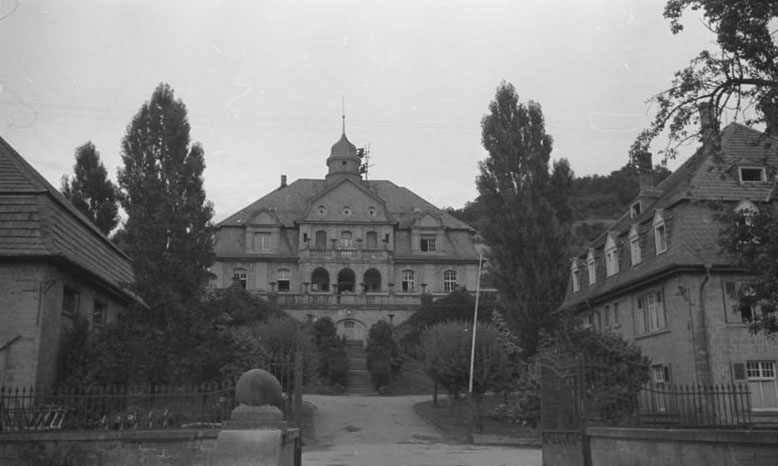
Viktoriastift im Jahr 1951

Im Juni 1934 wurde in der Villa ein NSV-Müttergenesungsheim eingerichtet. Im Obergeschoss des Verwaltungsgebäudes entstand ein Erholungsheim für rund 120 Reichsbahnkinder. Vor Beginn des Westfeldzuges diente das Stift kurzzeitig als Stabsquartier für durchziehende Truppenverbände und nach dem Zusammenbruch der Westfront als Auffanglager für die heimkehrenden Soldaten. Im Jahre 1943 folgte wieder ein Wechsel. Im Verwaltungsgebäude wurde ein Landesumschulungshof für junge Burschen eingerichtet, in dem diese bis 1957 in der Landwirtschaft angelernt wurden. Das Müttergenesungsheim im Herrenhaus wurde aufgelöst und in ein Altenheim und Siechenhaus verwandelt.

### Altenheim
Das Altenheim war eine Zweiganstalt des Viktoriastiftes in Bad Kreuznach. Die Belegzahl belief sich immer zwischen 50 und 85 Personen. Die Pfleglinge waren in zwei großen Gemeinschaftsschlafräumen, unten links in der Villa, untergebracht. Das Pflegepersonal wohnte im Obergeschoss des Gebäudes. Zur Pflege der alten Leute standen zwei Diakonissenschwestern und anderes Pflegepersonal zur Verfügung. Die Versorgung war recht schwer, da das Heim arm war und oft nicht wusste, die Mahlzeiten zu gestalten. Im Durchschnitt starben sechs bis zehn Insassen pro Jahr. Ab den 1950er-Jahren halfen an den Werktagen sieben bis acht Frauen in Bad Kreuznach bei Garten- und Küchenarbeiten mit. 
Im Jahre 1957 wurden die Wirtschaftsgebäude des Landesumschulungshofes wegen Unrentabilität geschlossen. Die kriegsbedingten wirtschaftlichen Verhältnisse hatten sich soweit stabilisiert, dass das Land keine jungen Männer mehr an die Landwirtschaft heranführen musste. Die landwirtschaftlichen Zweckbauten wurden verpachtet. 
1970 kam das Altenheim in die Schlagzeilen als der Heimleiterin vorgeworfen wurde, sechs Jahre lang die Heiminsassen gequält und misshandelt zu haben. Die Staatsanwaltschaft ermittelte und die Leiterin wurde vom Dienst suspendiert. Ende 1971 wurde das Altenheim geschlossen. Grund war die Abgeschiedenheit Finkenbachs, die Kosten für die Erneuerung sanitärer Anlagen und die Bauunterhaltung sowie fehlendes Pflegepersonal. Die Pfleglinge wurden auf die Alten- und Pflegeheime in Heidesheim, Klingenmünster-Landeck und Dierdorf verteilt.

### Auflösung
Nach der Schließung des Altenheimes erfolgte 1972 die Veräußerung der Hofanlage, zusammen mit über 60 Hektar Land.  
Seit Anfang der 1990er Jahre stehen die Gebäude unter Denkmalschutz. Seitdem wurden verschiedene Sanierungs- und Baussicherungsmaßnahmen vorgenommen, die unter den Vorgaben und in Abstimmung mit der Oberen und Unteren Denkmalschutzbehörde ausgeführt wurden. Das Herrenhaus erhielt ein vollständig neues Schieferdach und neue Dachrinnen. Im Jahr 2003 wurden Teile des Daches des Verwaltergebäudes völlig neu aufgebaut, alle schadhaften Stellen am Gebälk ausgetauscht und die Dachrinnen vollständig erneuert. Das dritte Gebäude, die so genannte Scheune, war dann 2005 Gegenstand von Bausicherungsmaßnahmen, in deren Verlauf eine tragende Mauer und ein großer Anteil des Gebälks und des mittleren Dachteils vollständig neu aufgebaut wurden.
Das Landesamt für Denkmalschutz hat diese Maßnahmen auch finanziell unterstützt.